# Aloe micracantha
Aloe micracantha é uma espécie de liliopsida do gênero Aloe, pertencente à família Asphodelaceae.